# Josep Bros
José Bros (Barcelona, España, 2 de abril de 1965) es un tenor español cuyo repertorio se centra en el bel canto romántico y la música francesa.

## Biografía
Cursó estudios musicales en el Conservatorio Superior Municipal de Música de Barcelona y de canto bajo la dirección de Jaume Francisco Puig. En 1986 fue premiado en el Concurso Internacional de Canto Francesc Viñas y el año siguiente debutó en Palma de Mallorca con Carmina Burana. Al mismo tiempo alternó sus estudios con la participación en las temporadas de ópera y conciertos en España, Italia y Reino Unido. 
En 1992 debutó inesperadamente en el Gran Teatro del Liceo al lado de la soprano Edita Gruberova en Anna Bolena, consiguiendo un gran éxito de crítica y público que le abrieron las puertas de los más prestigiosos teatros del mundo La Scala de Milán, el Covent Garden de Londres, la Ópera de Viena, el Teatro Real de Madrid, el Teatro Colón de Buenos Aires, la Ópera de San Francisco, el Teatro San Carlos de Nápoles, la Ópera Estatal de Baviera de Múnich, así como las de los teatros de Hamburgo, Roma, Tokio, Los Ángeles, Washington D. C., Ámsterdam, Berlín, Florencia, Lisboa, Zúrich, Parma, Palermo, Turín, Toulouse, Sevilla, Bilbao y Oviedo, además de festivales como los de Perelada y San Sebastián.
Ha interpretado más de 60 títulos entre los que destacan Lucia di Lammermoor, La sonnambula, I Puritani, Il pirata, L'elisir d'amore, Rigoletto, Anna Bolena, Don Pasquale, La favorita, Roberto Devereux, La fille du régiment, Lucrezia Borgia, Manon, Werther, La traviata, Don Giovanni, El rapto en el serrallo, Così fan tutte y La flauta mágica. Recientemente ha incorporado obras como La Bohème, Don Carlo, Ernani, Simon Boccanegra, I Lombardi, Un ballo in maschera, así como Les contes d’Hoffmann y Eugen Onegin.
En su repertorio de zarzuela destacan, Luisa Fernanda, Doña Francisquita, La tabernera del puerto, La Bruja, La tempestad, Cádiz y Los Gavilanes.
Realiza una amplia actividad de concierto y oratorio que le llevan a actuar a salas tan emblemáticas como Carnegie Hall de Nueva York, Santa Cecilia de Roma, Musikverein de Viena,Philharmonie de Munich, Palau de la Música de Barcelona, House of Music de Moscú, Baluarte de Pamplona, Konzerthaus de Viena.

## Grabaciones
Entre sus grabaciones completas figuran:
- La Sonnambula, Anna Bolena, Lucia di Lammermoor, Maria di Rohan, Lucrezia Borgia, La Straniera, I puritani, Il Pirata, Parisina, Maria Stuarda, Roberto Devereux, La Traviata, Luisa Fernanda, Cádiz, La Bruja y Don Carlo.
- Ha grabado también “Giuramento” con obras belcantistas y “Por amor” junto a María Gallego con romanzas y dúos de zarzuela.

## Premios y reconocimientos
Ha sido galardonado con distintos premios:
- Premio “Orazio Tosi” del Teatro Regio di Parma.
- Premio “Lauri Volpi” de la Ópera de Roma,
- Premio “Campoamor” mejor cantante masculino,
- Premio “Federico Romero” al mejor intérprete de zarzuela,
- Premio “Lira d’Argento” por su interpretación de I Puritani en la Ópera de Viena,
- Premio “Ópera Actual”
- Premio “AOTP” por su interpretación de Lensky en Eugen Onegin,
- Insignia de Oro de los Amigos Ópera de Lleida,
- Premio “Enric Granados”
- Premio “Franco Corelli” por su interpretación  de la ópera Il Pirata.
- Insignia de Oro del Gran Teatro del Liceo.
- Medalla de Oro del Festival de Música de Perelada.
- Artista Predilecto de la Fundación Ópera de Oviedo.
- Es Académico de la Real Academia de Artes y Ciencias de San Romualdo.